# Wystarczy być (powieść)
Wystarczy być (ang. Being There) – powieść Jerzego Kosińskiego z 1970 r.
Książka opisuje losy upośledzonego umysłowo Chauncey’a Gardinera, który niczego nie rozumiejąc zostaje uznany za genialnego polityka, finansistę i kandydata na prezydenta USA. Powieść jest karykaturą bezmyślnego społeczeństwa, uzależnionego od mediów, a zwłaszcza telewizji.
Według opinii wyrażonej w czasopiśmie „Village Voice” w 1982, książka Wystarczy być miała być plagiatem powieści Tadeusza Dołęgi-Mostowicza pt. Kariera Nikodema Dyzmy, nieznanej wówczas czytelnikom zachodnim.
Na podstawie powieści nakręcono film Wystarczy być (1979) w reżyserii Hala Ashby’ego z Peterem Sellersem w roli głównej. Scenariusz do filmu na podstawie książki napisał wraz z Kosińskim nagradzany scenarzysta Robert C. Jones.